# Johan Christian Fabricius
Johan Christian Fabricius (i Tyskland Johann Christian Fabricius og i Frankrig Jean-Chrétien Fabricius) (født 7. januar 1745, død 3. marts 1808) var en dansk zoolog og økonomisk forfatter.
Johan Christian Fabricius blev født i Tønder, hvor hans fader, Johan Christian Fabricius (søn af sognepræsten A. C. Fabricius i Hostrup og gift med Anne Henningsen), var fysikus (læge). Lysten til at beskæftige sig med naturhistorien opstod tidlig hos ham og fandt ingen modstand hos faderen, der selv havde interesse for denne Videnskab. Fabricius fortæller selv i sin selvbiografi, at han og hans broder (der døde som læge på Christiansø) i deres drengeår læste flittigere i Carl von Linnés Species plantarum og Philosophia botanica end i Cornelius Nepos og Cicero.

## Carl von Linné
Sine skoleår tilbragte han for en del på gymnasiet i Altona, men kom i 1762 til Københavns Universitet. Samme år rejste han med sin slægtning og barndomsven Johan Zoëga til Uppsala, hvor han i 2 år studerede under Carl von Linné, med hvem han sluttede et varigt venskab. Efter at han var vendt tilbage til København i 1764, begyndte han på udarbejdelsen af sit berømte værk Systema entomologiæ, der først udkom i 1775. Hans økonomiske forhold vare imidlertid alt andet end glimrende, og han måtte stadig modtage understøttelse af sin fader, der nu levede i København som overlæge ved Frederiks Hospital. De forsøg, der såvel af faderen som af andre gjordes på at få Fabricius udnævnt til den efter Tycho Holms død ledige post som professor oeconomiæ ved Naturaltheatret på Charlottenborg, lykkedes foreløbig ikke. Fabricius rejste derfor til udlandet og fortsatte med iver sine studier, navnlig i Tyskland, Holland og England, hvor han overalt stiftede bekendtskab med fremragende lærde. I London modtog han i 1768 udnævnelsen til den ovennævnte professorpost med tilladelse til at rejse endnu i 2 år, og han begav sig da til Frankrig, Italien og Tyskland.

## Tiden i København
Da han i slutningen af året 1769 vendte tilbage til København, blev han højst ubehagelig overrasket ved at erfare, at Naturaltheatret på Charlottenborg skulle nedlægges og forenes med Universitetet, en bestemmelse, der kort tid efter fuldbyrdedes. Fabricius blev nu ansat som extraordinær professor i økonomi ved Universitetet, men i stedet for de 700 rigsdaler, som han—foruden fribolig og andre agrements—skulde have haft i gage ved Naturaltheatret, erholdt han nu kun 400 rigsdaler årlig. Imidlertid opgav han ikke håbet om bedre tider, især fordi Johan Ernst Gunnerus, der netop på den tid opholdt sig i København for at omordne universitetsforholdene, arbejdede på at skaffe Fabricius gunstigere vilkår. Men med Johann Friedrich Struensees fald 17. januar 1772 tilintetgjordes disse forhåbninger, og Fabricius beholdt kun sin stilling med 400 rigsdaler uden udsigt til forfremmelse. Hans fader understøttede ham dog så meget, at han nogenlunde kunne klare sig og endogså foretage rejser om sommeren, men da faderen døde i 1775 uden at efterlade sig synderligt, og da Fabricius allerede i 1771 havde giftet sig og nu havde familie at forsørge, var udsigterne meget mørke. Men opmærksomheden for hans betydelige evner var nu endelig også vågnet i hans fædreland, dels ved udgivelsen af hans Anfangsgründe der oekonomischen Wissenschaften (1773), dels og fornemmelig ved det i 1775 udkomne epokegørende arbejde Systema entomologiæ.

## Professor i Kiel
| Citat                                                                                           | Den 18. [juli 1777]: hørte jeg Hr. Prof. Fabricius læse over Naturhistorien. Han havde et stort Antal Tilhørere, og læste tydeligt. Dette er og det eneste Studium, som jeg her merker er ret i Gang. Det er en Fornøielse at see, hvor hengivne de unge Studerende ere denne brave Mand, de følge ham hele Mile i Hede og Soel flokkevis paa lærde Excursioner, optegne, klassificere og beskrive alt hvad de under hans Anførsel iaggtage. | Citat |
| Andreas Christian Hviid, Hviids Europa, s. 40, Forlaget Vandkunsten, 2005 [første udgave 1788]. | |       |

Det var dog ikke hans kolleger eller andre formående mænd i hovedstaden, der søgte at skaffe ham en bedre ansættelse, men prokansleren ved Universitetet i Kiel, Johan Andreas Cramer, der tilbød Fabricius en professorpost i naturhistorie, økonomi og kameralvidenskaber med en årlig gage af 650 rigsdaler. Tvunget af nødvendigheden modtog Fabricius tilbuddet i håb om, at de tilsagn, der samtidig blev givne ham om oprettelsen af et museum og anlæggelse af en botanisk have, ville blive til virkelighed. Heri blev han dog bittert skuffet, og det varede ikke længe, inden opholdet i Kiel blev ham endnu mere ubehageligt, end stillingen ved Københavns Universitet havde været.
Han manglede de nødvendige hjælpemidler til sine forelæsninger, og endnu i 1796 skriver han, at de få naturalier, der var blevne sendte til Universitetet, stadig befinder sig på den akademiske bygnings loft på grund af pladsmangel; men endnu værre gik det dog med "den økonomiske Have", der var lovet ham af Cramer; ifølge Fabricius' egne ord anviste man ham "einen Garten hinter dem Schlosse, dessen Boden aus blossen Steinen vom Schlossbau bestand, der nur wenige Schritte gross, und in welchen wegen der Lage am Schlosse weder Sonne noch Mond hinein scheinen konnten".

## Rejser
Som modvægt mod alle de vanskeligheder, der optårnede sig mod Fabricius' videnskabelige virksomhed, foretog han adskillige rejser, til dels med offentlig understøttelse. Sammen med professor Weber besøgte han således i 1778 Norge og nedlagde året derefter resultatet af sine iagttagelser i det bekendte og på flere sprog oversatte arbejde Reise nach Norwegen. Som en slags fortsættelse af Systema entomologiæ havde han allerede i 1777 udgivet Genera insectorum, og det følgende år udkom hans berømte værk Philosophia entomologica. Efter at han i 1780 havde opholdt sig en tid lang i København, udgav han i 1781 det omfangsrige værk Species insectorum (i 2 bind) med diagnoser af en stor mængde nye arter. Samme år udkom hans håndbog til brug ved hans almindelige naturhistoriske forelæsninger under titelen Betrachtungen über die allgemeinen Einrichtungen der Natur.

## Miskendt af fædrelandet
Den utilfredshed, som Fabricius følte med sin stilling og overhovedet med opholdet i Kiel, voksede år for år. Fra udlandet modtog han jævnlig beviser på den største anerkendelse, men af sit fædreland erholdt han kun en ussel gage, der var utilstrækkelig til hans og hans families tarvelige underhold, ja det gik senere endog så vidt, at man (i 1792) tilføjede ham den krænkelse at forbigå ham ved besættelsen af en post som bestyrer for Planteskolen ved Düsternbrook og ansatte en ung mand, der netop havde lært så meget botanik, at han var i stand til "at skjelne mellem et Kaalhoved og et Æbletræ". Det var under disse forhold let forståeligt, at Fabricius søgte sin afsked, da der (i 1782) åbnede sig bedre udsigter for ham i England. Der blev imidlertid på foranledning af gehejmeråd Adolph Gotthard Carstens bevilget ham et årligt tillæg af 200 rigsdaler, hvorefter han tog sin ansøgning tilbage. Da han i 1789 på ny ansøgte om sin afsked på grund af en formentlig tilsidesættelse, blev hans begæring efterkommet af regeringen, men de studerende ved Kiels Universitet indgik da med en ansøgning til kongen om at tilbagekalde afskedsbevillingen og henvendte sig så indtrængende til Fabricius selv, at han lod sig bevæge til at blive.
Fra dette øjeblik af betragtede han imidlertid Kiel kun som sit midlertidige opholdssted, hvor han blot indfandt sig på den tid af året, da han skulde holde forelæsninger. Ellers levede han mest i Paris, sammen med Georges Cuvier, Pierre André Latreille, Étienne Louis Geoffroy og andre af naturvidenskabens koryfæer, og hans familie havde næsten stadigt ophold der.

## Senere år
Trods al modgang og allehånde vanskeligheder arbejdede Fabricius med beundringsværdig kraft i videnskabens tjeneste. Udbyttet af sine mange rejser nedlagde han bl.a. i Briefe aus London (1783), Briefe aus Wien (1785) og Briefe aus Petersburg (1787), men samtidig fortsatte han sine arbejder over den entomologiske systematik og udgav i 1787 sin store Mantissa insectorum i 2 bind. I København, hvor han hvert år tilbragte en del af foråret, publicerede han i årene 1792-99 sit berømte hovedværk Entomologia systematica med tilhørende supplement og i de påfølgende år en række monografiske arbejder over forskellige insektordener, blandt hvilke må nævnes Systema Eleutheratorum (1801), Systema Rhynchotorum (1803), Systema Piezatorum (1804) og Systema Antliatorum (1805). I 1804 udkom en ændret udgave af hans forelæsninger under titelen Resultate naturhistorischer Vorlesungen.
Da Fabricius i 1807 opholdt sig i Frankrig, modtog han den overraskende og sørgelige efterretning om englændernes røveriske overfald på Danmark og deres bombardement på København. Dette budskab virkede så stærkt på den varmtfølende fædrelandsven, at hans helbred blev nedbrudt derved. Han, som trods miskendelse og tilsidesættelse fuldt ud havde bevaret kærligheden til sit land og til dets videnskabelige skatte, kunde ikke længe overleve det hårde slag. Han begav sig skyndsomt til København, og den påfølgende vinter rejste han med stærkt svækket helbred til Kiel, hvor han døde 3. marts 1808.
I 1771 havde han ægtet Anna Cæcilie Ambrosius. Med hende havde han 2 sønner, Johan Christian Eduard Fabricius, der døde som læge i Pløen 1832, og Thomas Balthasar Fabricius, der ligeledes var læge og døde i Kiel 1851.

## Linnés bedste discipel
Som den dygtigste og mest begavede af alle Linnés disciple havde han ikke alene erhvervet sig et solidt grundlag under den berømte lærdes vejledning, men tillige vundet hans venskab og agtelse. I Uppsala havde Fabricius hørt Linnés botaniske forelæsninger, og disse bleve senere udgivne (af Paul Dietrich Giseke) efter Fabricius' kollegiehefter.
At han besad en del kundskaber i botanik, viste han desuden ved en større afhandling om planternes sygdomme, og hans dagbøger fra rejserne i England og Skotland indeholdt så mange og betydningsfulde mineralogiske optegnelser, at disse senere blev udgivne af Johann Jacob Ferber i Neue Beiträge zur Mineralgeschichte. Det var dog zoologien, der først og fremmest lagde beslag på hans interesse, og han studerede med iver de forskellige dyregruppers naturhistorie for derigennem at opnå den fuldstændige videnskabelige forståelse af sit specialstudium, thi det stod klart for ham, at videnskaben fremtidig kun kunne føres fremad ved grundigt og indtrængende arbejde med specialundersøgelser.

## Entomologisk værk
Den opgave, han satte sig, var dog så omfattende og besværlig, at kun en mand med hans store evner og betydelige energi kunne løse den, thi den gik ud på ikke mindre end en fuldstændig reform af det entomologiske system på grundlag af det allerede af Linné antydede princip, at mundbygningen hos insekterne er det ledende træk i disse dyrs organisation, og at man altså der skal søge grundlaget for deres naturlige system. Det var efter Fabricius' eget udsagn hans botaniske studier, der havde åbnet hans øje for det vaklende og famlende i den entomologiske systematik, og navnlig de af hans store lærer anvendte og i Philosophia botanica nedlagte almengyldige regler for naturvidenskabelig undersøgelse, beskrivelse og systematik. Disse regler overførte han med de fornødne modifikationer i sit epokegørende arbejde Philosophia entomologica, der så vel i anlæg som i planens udførelse slutter sig nøje til Linnés nævnte hovedværk.
Vel havde Linné allerede 11 år tidligere i sine Fundamenta entomologiæ givet en række antydninger af de samme grundsætninger, som Fabricius hævdede i sin entomologiske filosofi, navnlig med hensyn til mundbygningens betydning for systematikken, men det var kun temmelig flygtige og videnskabelig talt ubegrundede anskuelser, som deri fremsattes, og Fabricius' fortjeneste bliver end ikke i ringeste måde mindre derved. På grundlag af de i Philosophia entomologica nedlagte principper udarbejdede Fabricius sine egne skrifter over arthropoderne, af hvilke værker de vigtigste ovenfor er nævnte.
Foruden museerne og de store indsamlinger, som han selv havde foretaget på sine rejser, havde han adgang til den rige Sehested-Lundske Samling, der navnlig leverede ham materialet til de ovennævnte monografiske behandlinger af insektordnerne. Hans nye system fremtræder i sin oprindelige Skikkelse første Gang i Systema entomologiæ og Genera insectorum, derefter med et betydeligt tillæg af nye arter og slægter i Species insectorum og Mantissa insectorum. En ny fremstilling af systemet leverede han i Entomologia systematica, og endelig indeholder de forskellige monografier, foruden beskrivelsen og indordningen af en stor mængde nye former, tillige adskillige ændringer og antydninger til sådanne, som det dog ikke forundtes ham at gennemføre før sin død. Uagtet det således ikke lykkedes Fabricius at lægge den sidste hånd på sit store værk, har hans arbejder været af eminent betydning for entomologien og indirekte for hele studiet af zoologien. Han vil vedblive at stå som et lysende eksempel på en videnskabsmand, der trods modgang og vanskelige forhold, arbejdede ufortrødent og alvorlig på sit livs opgave og med aldrig svigtende energi anvendte sine rige evner i videnskabens tjeneste.

## Rollen som professor i økonomi
Den virksomhed, som J. C. Fabricius udfoldede som lærer i økonomi, spillede kun en underordnet rolle over for hans virksomhed som naturforsker. Den affødte en kortfattet lærebog:
Begyndelsesgrundene i de økonomiske Videnskaber, der udkom første gang på tysk 1773, på dansk 1799; end videre Polizeischriften (1786-90) samt en lille bog: Von der Volksvermehrung, insonderheit in Dänemark (1781). Han udtalte i disse under en ret livlig form frisindede anskuelser, men det var ham ikke forbeholdt at yde noget nyt på dette område. Da hans lærebog i de økonomiske videnskaber udkom på dansk, var fysiokraternes og Adam Smiths tankegang allerede trængt langt frem, men synes ikke at have øvet nogen væsentlig indflydelse på Fabricius.
Dette arbejde forråder i høj Grad naturforskeren. Han dvæler forholdsvis vidtløftig ved de enkelte produkter og beskriver dem fra et naturvidenskabeligt aynspunkt, således f.eks. de enkelte metaller og kulturplanter. I læren om Politiet dvs. de grundsætninger, efter hvilke "Indbyggernes Næringsstand til det hele Lands Nytte kan blive indrettet og forbedret"—altså hvad man nu med et måske lige så klodset navn ville kalde økonomisk politik --, går han bl.a. ind på spørgsmål om diegivning og børns diæt i det hele taget, om drikkevandets beskaffenhed og hygiejniske foranstaltninger. Men om de egentlige økonomiske spørgsmål, den hele vekselvirkning mellem samfundets forskellige virksomheder, omsætningens hele mekanik og så fremdeles, findes så godt som intet.
Fabricius' opfattelse af befolkningsspørgsmålet falder sammen med en stor del af datidens forfatteres anskuelser. "I Indbyggernes Mængde bestaar Statens sande Styrke og Rigdom. Den formerer Pengenes Omløb og Landsherrens Indkomster." Hvor der er indbyggere nok, vil pengenes omløb være hurtigt; der vil bestandig være noget at fortjene; og omvendt, hvor der er noget at fortjene, "vil der ikke let blive Mangel paa Mennesker". Han beklager Danmarks ringe befolkningstæthed og ser midler til at forøge folketallet i borgerlig og religiøs frihed, i indskrænkning af luksus og i en hensigtsmæssig agrarpolitik. Indvandring er ønskelig, men de fremmede bør ikke foretrækkes ved embedsbesættelser eller ved understøttelser til videnskabsmænd og digtere.

## Henvisning
- Dansk biografisk lexikon, bind V.